# Klemettilä (Vaasa)
Pour les articles homonymes, voir Klemettilä.
Klemettilä est un quartier du district de Vöyrinkaupunki à Vaasa en Finlande.

## Présentation
Situé a proximité du centre ville,  Klemettilä abrite principalement des locaux industriels et commerciaux.
Le quartier compte 168 habitants (1.1.2015).

## Lieux et monuments
- Tammikaivonpuisto